# St. Alban (Bodenheim)

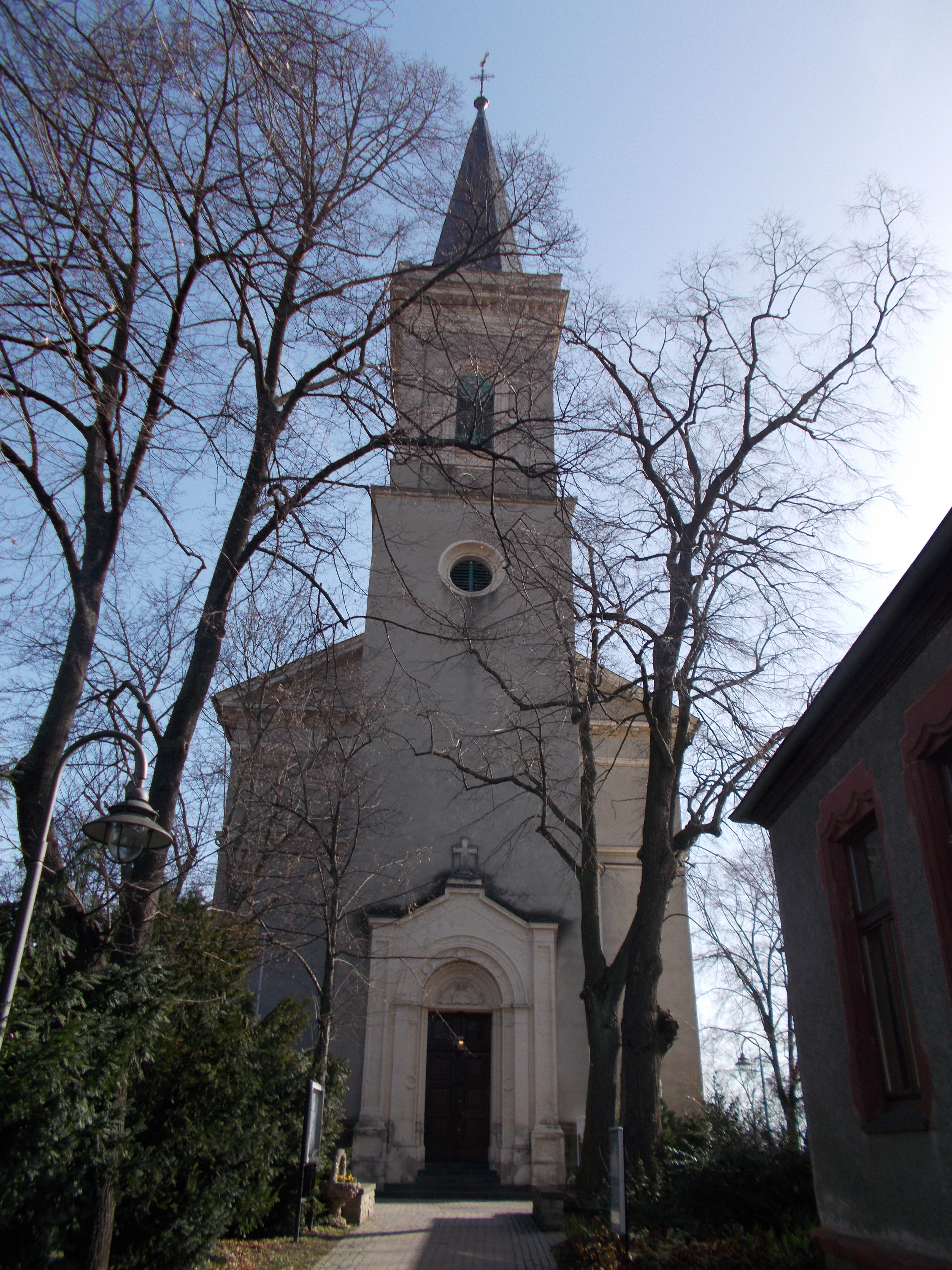
Die Sankt-Alban-Kirche von Bodenheim

Die römisch-katholische Pfarrkirche St. Alban im rheinhessischen Bodenheim (Landkreis Mainz-Bingen in Rheinland-Pfalz) ist ein zum Bistum Mainz gehörendes Kirchengebäude. Die Saalkirche von 1830 gilt als bedeutendes Bauwerk des Spätklassizismus in Rheinhessen.

## Geschichte
An der Stelle der jetzigen Pfarrkirche standen zuvor schon mindestens zwei Vorgängerbauten, die im 12. und 17. Jahrhundert vollendet wurden und ebenfalls dem heiligen Alban von Mainz geweiht waren. Von 1828 bis 1830 wurde dann das heute noch bestehende Kirchengebäude vom Mainzer Stadtbaumeister Augustin Wetter (1765–1838) unter Einfluss des Architekten Georg Moller (1784–1852) errichtet.
Im Jahr 1852 wurde in St. Alban der Hochaltar aufgestellt, der ursprünglich aus der Liebfrauenkirche in Worms stammt. 1859 erwarb man die Kanzel von der Pfarrkirche St. Stephan in Mainz. 1869 und 1870 folgten zwei aus dem Mainzer Dom stammende Seitenaltäre – ein Mater-Dolorosa- und ein Ecce homo-Altar. Im Laufe der Jahrzehnte wurde außerdem das Kirchenschiff mit Malereien verziert, die Ausgestaltung des Innenraumes wurde 1910 mit Stuckarbeiten und Deckengemälden abgeschlossen.
Die Pfarrkirche St. Alban in Bodenheim wurde am 2. September 1872 vom damaligen Bischof von Mainz, Wilhelm Emmanuel von Ketteler, konsekriert. Die Pfarrei bildet mit der im Nachbarort Nackenheim liegenden Pfarrei St. Gereon die Pfarrgruppe Bodenheim-Nackenheim.
Im Zweiten Weltkrieg erlitt das Kirchengebäude Schäden, die bis 1952 repariert wurden. Mitte der 1990er Jahre wurden der Kirchturm und das Dach renoviert, außerdem wurde das Bauwerk mit einem Außenputz versehen. Die Kirche wurde zuletzt von 2001 bis 2004 renoviert und steht unter Denkmalschutz.

## Architektur

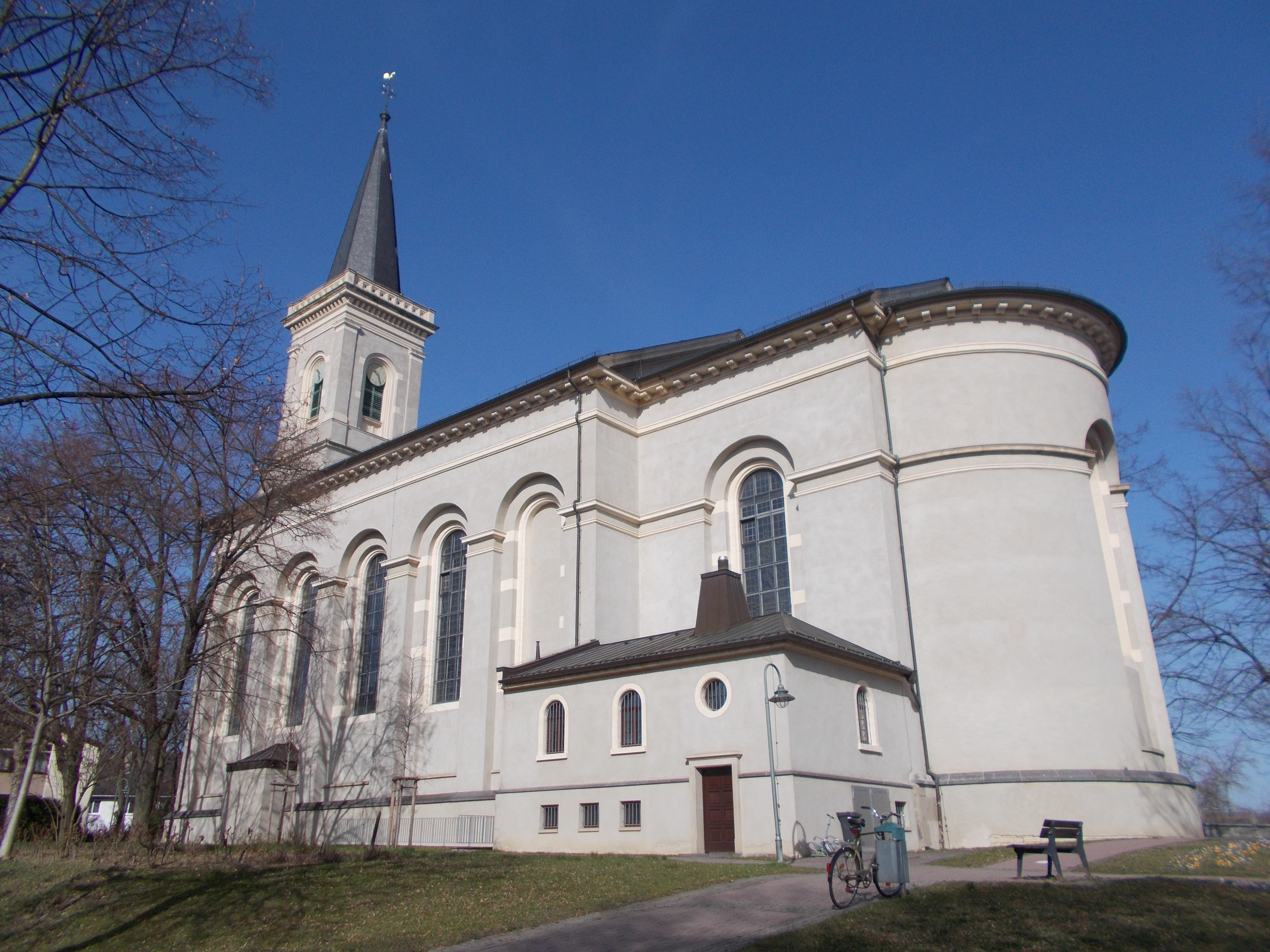
Seitenansicht der Sankt-Alban-Kirche von Bodenheim

Die Pfarrkirche St. Alban in Bodenheim ist eine Saalkirche, die im Stil des Spätklassizismus in West-Ost-Richtung erbaut wurde. Über dem Hauptportal an der Westseite ragt der quadratische Kirchturm mit einer Höhe von 52,5 Metern auf. Es folgt das Langhaus mit einem Tonnengewölbe. Den Abschluss an der Ostseite bildet der quadratische Chor mit der halbkreisförmigen Apsis.
Im Inneren der Kirche sind vor allem der Hochaltar und die beiden Seitenaltäre im Barock-Stil sowie die Rokoko-Kanzel von kunstgeschichtlicher Bedeutung. Außerdem findet man im Kircheninneren in der Nähe des Eingangs einen gotischen Taufstein mit Maßwerk. Das große Deckengemälde im Tonnengewölbe zeigt den heiligen Alban, wie er vor heidnischen Germanen predigt. In der Kuppel über dem Chor ist Mariä Heimsuchung zu sehen, über der Apsis ist die Heilige Dreifaltigkeit dargestellt.

## Kirchenorgel
Die  Pfarrkirche St. Alban enthält eine denkmalgeschützte, romantische Kirchenorgel, die im Jahre 1930 vom Orgelbauer Michael Körfer (Gau-Algesheim) als Opus 51  errichtet wurde. Sie verfügt über ein pneumatisches System und Klangwerk. Mit 30 Registern auf zwei Manualen und Pedal gilt sie als größte noch existierende Körfer-Orgel in Deutschland.

## Glocken der Pfarrkirche
Im Kirchturm der  Pfarrkirche St. Alban in Bodenheim hängen vier Glocken.
Glocke 1 ist dem Heiligen Alban gewidmet.